# C'est la queue du chat qui m'électrise
Pour plus de détails, voir Fiche technique et Distribution.
C'est la queue du chat qui m'électrise (Hausfrauen-Report international) est un film ouest-allemand réalisé par Ernst Hofbauer, tourné en 1972 et sorti en 1973 en RFA, l'année suivante en France ,. Il s'inscrit dans une série de six Hausfrauen-Report parus sur les écrans entre 1971 et 1978.

## Synopsis
Budapest, Londres, Madrid, New-York, Paris et Munich: Un reporter part à la rencontre d'épouses plus ou moins satisfaites par leur vie conjugale et extra-conjugale.

## Fiche technique
- Titre original allemand : Hausfrauen-Report International
- Titre français : C'est la queue du chat qui m'électrise
- Réalisation : Ernst Hofbauer
- Scénario : Werner P. Zibaso
- Photographie : Klaus Werner
- Producteur : Horst Hächler
- Société de production : TV13 Filmproduktion
- Pays d'origine :  Allemagne de l'Ouest
- Langue originale : Allemand
- Genre : érotique / Comédie
- Durée : 88 minutes
- Société de distribution (France) : G.E.F.-C.C.F.C.
- Dates de sortie :
  - Allemagne de l'Ouest : 25 janvier 1973
  - France : 9 octobre 1974
- Interdiction aux moins de 18 ans à sa sortie en salles en France[3].
- Affiche : René Ferracci (France)

## Distribution
- Gernot Mohner : Bernt Mittler
- Angelika Baumgart : Brigitte Mittler
- Brigitte Knuth : Mlle Kleiber

Sketch Budapest :
- Anne Libert : Ilona
- Katharina Herberg : Marika
- Claus Tinney : Istvan
- Walter Feuchtenberg : le client ému au Restaurant

Sketch Londres :
- Shirley Corrigan : Grace Stevenson
- Horst keitel : Richard Stevenson
- Peter Kranz : Marty Stevenson

Sketch Madrid :
- Elisabeth Volkmann : Doña Dolores
- Rinaldo Talamonti : son amant
- Erich Padalewski : Don Geronimo
- Gaby Borck : Candelaria
- Johannes Buzalski : le plombier

Sketch New York :
- Günther Kieslich : le Docteur Goodfellow
- Dorothea Rau : Mabel
- Ingrid Steeger : Sheila
- Karin Lorson : Pamela
- Hans-Jürgen Ballmann : Bob Stevenson
- Dieter Ballmann : Jim Stevenson
- Reiner Brönneke : Dick Stevenson
- Monika Rohde : la secrétaire de Bob

Sketch Paris :
- Marie-Georges Pascal : Janine
- Paul Bisciglia : Gérard, son mari
- Philippe Gasté : le chauffeur de taxi
- Hasso Preiß : le receptioniste de l'hôtel
- Rudy Lenoir : le marchand de journaux
- François Viaur : le client au kiosque

Sketch Munich :
- Maria Raber : Linda
- Josef Moosholzer : Xaver Kirchhofer
- Hans Kern : le présentateur du cabaret
- Ingeborg Moosholzer : la serveuse du cabaret